# Найден Геров
 Тази статия е за българския просветен деец.  За композитора вижте Найден Геров (композитор).  
Найден Геров Добревич е български възрожденски писател, езиковед, фолклорист, общественик.
Той е виден просветен деец и новатор като главен учител, основател (1846) на училище „Св. св. Кирил и Методий“ (днес „Любен Каравелов“) в Копривщица и на едноименно училище в Пловдив (1850), които са сред първите класни училища в страната. Автор е на „Речник на блъгарский язик с тлъкувание речити на блъгарски и руски“ (1895 – 1904). Наричан е Найден граматик, има стихотворение по този повод за него.

## Биография

### Ранни години и образование
Роден е в Копривщица на 23 февруари 1823 година. Той е 8-мо дете в семейството е на килийния учител Геро Добрович-Мушек (1775 – 1864), прототип на Каравеловия Хаджи Генчо от повестта „Българи от старо време“. Сестра му Ивана Хаджигерова става първата учителка в Копривщица. Смята се, че неговият род е сред най-старите в Копривщица, който полага основите на града.
Найден Геров учи в килийното училище на баща си, в гръцко училище в Пловдив (1834 – 1837) и отново в Копривщица от 1837 година – при Неофит Рилски., който въвежда взаимоучителната метода в копривщенското училище.
По настояване на Неофит Рилски през 1839 година заминава за Одеса, където с финансовата подкрепа на богатия копривщенец Христо Стойков учи в Одеската гимназия. През 1841 година се записва в Камералния адвокат (адм. и стопански науки) на Ришельовския лицей. Завършва го през 1845 година отлично, с дисертация за начините за направата на стъкло. По онова време Одеса е средище на стопански активната будна българска колония, сред която изпъкват Д. Чинтулов, Ив. Богоров, В. Априлов и пр. Одеската среда активизира творческите способности на Н. Геров, който наред с учението си прави преводи и пише книги.

### Обществена дейност
По онова време издава поемата „Стоян и Рада“ (1845) и книгите „Начала на християнското учение“ (1843), „Няколко думи за превода на математическата география“ (1852).
Още като студент проявява интерес към изследването на българския език. По своя инициатива посещава българските градове в северното причерноморие и събира фолклорни материали. Това е важна стъпка към делото на неговия живот – създаването на Тълковен речник на българския език.
Не успял в желанието си да изучва селскостопански науки във Виена, Геров се завръща в Копривщица като руски поданик и открива школо – сред първите класни училища в България. През 1846 – 1850 година е преподавател в откритото от него двукласно училище. По негова инициатива то е наречено „Св. св. Кирил и Методий“. Той е сред първите руски възпитаници, но отказва изкушаващата възможност да остане на добре платена служба в Русия. В новооткритото училище въвежда нов дух на обучение и премахва телесните наказания. „При Найден Геров чух майчиния си език и видях що е наука“ – пише по късно Хр. Г. Данов. Специално за нуждите на новото училище Геров написва български учебник по физика, с който поставя началото на тази наука в България („Извод от физиката“. Белград, 1849).
В началото на 1850 година подписва договор с пловдивските първенци, според който е задължен да открие класно училище в града. Определя му се високата годишна заплата от 6 хиляди гроша. В началото на 1850 година започва занимания в подарената сграда от Ст. Т. Чалъков. Бързо превръща училището „Св. св. Кирил и Методий“ във важно културно средище. По инициатива на Найден Геров за първи път, на 11 май 1851 година, в Епархийското училище „Св. св. Кирил и Методий“ в Пловдив се организира празник на светите братя Кирил и Методий – създатели на славянската писменост. През 1857 година този празник започва редовно да се отбелязва в Пловдив, Цариград, Шумен и Лом. Според арменския пътешественик Минас Пажишкян шуменци честват създателите на българската азбука още през 1813 година, за което свидетелства негово писмо.
Найден Геров взима активно участие в борбата срещу фанариотското духовенство. Публикува статии в периодичния печат в защита на българските национални интереси. Дейността му предизвиква съпротивата на елинското духовенство.
По време на Кримската война от 1853 – 1856 година подпомага националноосвободителното движение и полага грижи за учебното дело. Това дава удобен повод на враговете му да го отстранят и през 1853 година той напуска страната. Пребивава известно време в Одеса, Галац, Букурещ. Установява се по-трайно в Санкт Петербург. Годините на войната са време, в което развива активна дейност. Пише докладни записки до висшестоящи руски дипломати, публикува статии в печата относно положението на българите („Письма из Болгарии“, Одеса, 1854); отпечатва фолклорни материали („Болгарские народньie песни“, СПб, 1856) и обнародва в „Известия Императорский академий наук“ първите 3 букви на своя Български речник. Ръководител на изданието е известният славист И. И. Срезневски („Български речник“. СвезкаI. А Влека, СПб, 1856).
След подписването на Парижкия мирен договор (30 март 1856) се завръща в Пловдив и се включва активно в борбата срещу гръцкия владика Хрисант. Получава реванш за 1853 г. – фанариотът е прогонен, а Геров е назначен за вицеконсул на Русия в Пловдив през 1857 година, което му дава по-голяма свобода да продължи просветната си дейност. На този пост остава 20 години. (1857 – 1877) Особено внимание отделя на училището „Св.Св. Кирил и Методий“. Негова постоянна грижа става насърчаването на образованието на даровити младежи – Любен Каравелов, Марин Дринов, Нешо Бончев, Христо Ботев и др. През него минават руските книги в българските земи, а чрез тях и европейските културни достижения.
Постепенно домът на Геров в Пловдив се превръща във важен будителски център. Благодарение на неговите усилия турското име Филибе и гръцкото Филипополис са заменени с българското Пловдив. Води кореспонденция с хора от всички по-значими селища в Мизия, Тракия и Македония. Поддържа връзки с революционерите.
Макар на младини да е писал революционни стихове, като руски дипломатически представител Геров е принуден да се съобразява с инструкциите, идващи от Азиатския департамент на руското външно министерство. Това влиза в противоречие с идеите на „Младите“. Според него българите могат да достигнат до независимост чрез мирна еволюция и с помощта на Русия. През следващите години многократно изразява неодобрение за национално-революционното движение, остро критикува Георги Раковски и прехвърлянето на чети от Влашко, определя Васил Левски като чужд шпионин.
По време на Априлското въстание през 1876 година буквално залива началниците си с рапорти за издевателствата на османците над българите. Обвинен е в подстрекателство и е преместен в Цариград. Полага усилия да превърне българския въпрос в международен и да предизвика намеса на Великите сили. Той е сред инициаторите за изпращането на дипломатическите мисии на Др. Цанков и М. Балабанов през лятото и есента на 1876 г. Участва активно в Цариградската посланическа конференция (1876 – 1877).
През Руско-турската война е командирован към Главната квартира на руската армия. Впоследствие работи в канцеларията за гражданско управление на княз Черкаски с главна задача да изгради административно устройство на освободените земи. Назначен е за губернатор на Свищов на 4 юли 1877 г.
След Освободителната война се оттегля от политическия живот, установява се в Пловдив и се занимава с книжовна дейност. С помощта на своя племенник Тодор Панчев издава своя петтомен „Речник на българския език с тълкуване речите на български и руски“ (Пловдив, 1895 – 1904). Това е най-значимият труд на неговия живот. В него са събрани 78 620 думи, 5975 откъса от песни, 15 550 пословици. Само 3 от 5-те тома излизат приживе. Останалите 2 тома са публикувани след смъртта му от Т. Панчев.
Найден Геров умира на 77-годишна възраст в Пловдив на 9 октомври 1900 година.

## Творчество
След 50-годишен събирателски труд през 1895 г. Найден Геров издава първия том на „Речник на блъгарский язик“ с тлъкувание речити на блъгарски и на руски. Събрал, нарядил и на свят изважда Найден Геров“. През 1897 г. излиза 2-ят том. Приживе вече тежко болен Найден Геров издава и 3-ия том през 1899 г. Оставалите томове – 4-ят (1901) и 5-ят (1904), излизат след смъртта му. Делото е продължено от вече обучения му племенник Тодор Панчев. Той издава „Допълнение на българския речник от Н. Геров. Събрал, наредил и изтълкувал Тодор Панчев“ през 1908 г.
Съвременният литературен изследовател проф. Владимир Янев напомня, че 6-те тома на речника (5 от Геров и допълнение от Панчев) съдържат около 80 000 български думи. Изчислено е, че за илюстриране на значенията им са използвани около 26 400 изречения от народната реч, близо 5000 откъса от народни песни, над 4000 фразеологични и идиоматични словосъчетания, около 15 500 пословици, поговорки, гатанки, клетви, съхранили бита и психологията на българите през вековете.

## Памет
На Найден Геров е наречена улица в квартал „Хиподрума“ в София (Карта).
Част от архивите му се съхраняват във фонд № 22 на Българския исторически архив в Националната библиотека „Св. св. Кирил и Методий“.